# 戸伏康夫
戸伏 康夫（とぶせ やすお、1980年4月25日 - ）は、日本競輪選手会岡山支部に所属する競輪選手。日本競輪学校（以下、競輪学校）第96期生。

## 来歴
兵庫県立明石南高等学校を経て、三菱自動車水島硬式野球部（現 三菱自動車倉敷オーシャンズ）に加入。ポジションは捕手。同チーム在籍時代には都市対抗野球大会及び社会人野球日本選手権大会への出場経験があるが、在籍10年目に戦力外通告を受け、退部を余儀なくされたため、岩津裕介（競輪学校87期生）に師事して競輪選手を目指すことになった。
競輪学校の在校競走成績は21勝を挙げ第12位。2009年7月11日に久留米競輪場でデビューし2着。初勝利は同年7月30日の広島競輪場。
また、高校の野球部の先輩にあたり、アメリカンフットボールの著名選手だった里見恒平（競輪学校99期生）が、戸伏の競輪選手転身に刺激を受け、同じく競輪選手に転向している。